# Stolidobranchia
Stolidobranchia zijn een orde van zakpijpen.

## Families
- Molgulidae Lacaze-Duthiers, 1877
- Pyuridae Hartmeyer, 1908
- Styelidae Sluiter, 1895

### Nomen dubium
- Plidaeuridae

### Synoniemen
- Botryllidae Verrill, 1871 → Styelidae Sluiter, 1895
- Hexacrobylidae Seeliger, 1906 → Molgulidae Lacaze-Duthiers, 1877